# Katrin Nottrodt
Katrin Nottrodt (* 1969 in Eckernförde) ist eine deutsche Bühnenbildnerin.

## Leben
Katrin Nottrodt studierte an der Hochschule für Bildende Künste Hamburg bei Professor Wilfried Minks und an der Akademie der Bildenden Künste München bei Professor Karl-Ernst Herrmann. Seit 1998 arbeitet sie als freischaffende Bühnenbildnerin an zahlreichen internationalen Theaterhäusern und Festivals, u. a. Münchner Kammerspiele, Wiener Burgtheater, Thalia Theater Hamburg, Ruhrtriennale, Nationaltheater Oslo, Schauspielhaus Hannover, Theater Basel, Wiener Festwochen, Deutsches Theater Berlin, Schwetzinger Schlossfestspiele, Komische Oper Berlin, Riksteatern Stockholm, Schauspiel Köln, den Salzburger Festspielen und dem Festival d´Avignon’.

## Ausstattungen
- 1992: Von wegen Wildnis, Projekt nach Elfriede Jelinek, Regie: Ute Rauwald, Kampnagel Hamburg
- 1995: Unbeständigkeit auf beiden Seiten, Regie: Nicolas Stemann, Freilufttheater Schloss Hungen
- 1996: Americka, Regie: Anna Maslowski, Bayerische Theaterakademie München
- 1997: TerrorSpiel, Gastspiel in Manchester/Großbritannien
- 1997: TerrorSpiel, Regie: Nicolas Stemann, Kampnagel Hamburg
- 1998: Einfach Unwiderstehlich von Breat Easten Ellis, Regie: Nicolas Stemann, Theater Basel
- 1998: Sechs Hässliche Töchter, Regie: Ute Rauwald, Kampnagel Hamburg
- 1998: Zombie '45, am Bass Adolf Hitler, Regie: Nicolas Stemann, Kammerspiele Hamburg
- 1999: Die Dollarprinzessin, ein Projekt nach der Operette von Leo Fall Regie, Nicolas Stemann, Schauspielhaus Düsseldorf
- 1999: Verschwörung, nach Goethe/Schiller, Regie: Nicolas Stemann, Kampnagel Hamburg
- 2000: Death Valley Junction, von Albert Ostermaier, Regie: Nicolas Stemann, Schauspielhaus Hamburg
- 2000: Gier von Sarah Kane, Regie: Ute Rauwald, Schauspielhaus Hamburg
- 2001: Die Arabische Nacht von Roland Schimmelpfennig, Regie: Ute Rauwald, Schauspielhaus Hamburg
- 2001: Hamlet von William Shakespeare, Regie: Nicolas Stemann, Schauspielhaus Hannover
- 2002: Dantons Tod von Georg Büchner, Regie: Nicolas Stemann, Theater Basel
- 2002: Die Dreigroschenoper von Brecht/Weill, Regie: Nicolas Stemann, Schauspielhaus Hannover
- 2002: Hamlet von William Shakespeare, Regie: Nicolas Stemann, Gastspiel Bogota/Kolumbien
- 2003: Das Werk von Elfriede Jelinek, Regie: Nicolas Stemann, Burgtheater Wien
- 2003: Plastilin von Wassiljev Sigarev, Regie: Anselm Weber, Kammerspiele München
- 2004: Die Jungfrau von Orléans von Friedrich Schiller, Regie: Peter Kastenmüller, Schauspielhaus Hannover
- 2004: German Roots von Nicolas Stemann und Bernd Stegemann, Regie: Nicolas Stemann, Ruhrfestspiele Recklinghausen/Thalia Theater Hamburg
- 2004: Vor Sonnenaufgang von Gerhart Hauptmann, Regie: Nicolas Stemann, Burgtheater Wien
- 2005: Babel von Elfriede Jelinek, Regie: Nicolas Stemann, Burgtheater Wien
- 2005: Schlachthof 5 oder Der Kinderkreuzzug von Kurt Vonnegut, Regie: Nicolas Stemann, Schauspielhaus Hannover
- 2006: Babel von Elfriede Jelinek, Regie: Nicolas Stemann, Gastspiel Bogota/Kolumbien
- 2006: Ende und Anfang von Roland Schimmelpfennig, Regie: Nicolas Stemann, Burgtheater Wien
- 2006: Heinrich und Margarete nach Goethe, von Martin Kreidt Ute Rauwald Regie: Ute Rauwald, Ruhrtriennale Essen
- 2006: In den Alpen von Elfriede Jelinek, Regie: Melanie Mederlind, Riksteatern Stockholm
- 2006: Ulrike Maria Stuart von Elfriede Jelinek, Regie: Nicolas Stemann, Thalia Theater Hamburg
- 2007: Die Brüder Karamasow von Fjodor Dostojewski, Regie: Nicolas Stemann, Burgtheater Wien
- 2007: Don Karlos von Friedrich Schiller, Regie: Nicolas Stemann, Deutsches Theater Berlin
- 2007: Giustino von Giovanni Legrenzi, Regie: Nicolas Brieger, Schwetzinger Festspiele
- 2007: Ulrike Maria Stuart von Elfriede Jelinek, Regie: Melanie Mederlind, National Theater Oslo
- 2009: Die Kontrakte des Kaufmanns von Elfriede Jelinek, Regie: Nicolas Stemann, Schauspiel Köln mit Thalia Theater Hamburg
- 2009: Nathan der Weise von Gotthold Ephraim Lessing, Regie: Nicolas Stemann, Thalia Theater Hamburg mit Schauspiel Köln
- 2010: Ein Volksfeind von Henrik Ibsen, Regie: Thomas Dannemann, Staatstheater Stuttgart
- 2010: La Périchole von Jacques Offenbach, Regie: Nicolas Stemann, Komische Oper Berlin
- 2010: Rechnitz von Elfriede Jelinek, Regie: Hermann Schmidt-Rahmer, Schauspielhaus Düsseldorf
- 2011: Der gute Mensch von Sezuan von Bertolt Brecht, Regie: Thomas Dannemann, Schauspiel Stuttgart, ARENA / temporäre Spielstätte (ehemalige Mercedes-Benz-Fertigungshalle)
- 2011: Die heilige Johanna der Schlachthöfe von Bertolt Brecht, Regie: Melanie Mederlind, Folkteatern Göteborg
- 2011: Die Dreigroschenoper von Brecht/Weill, Regie: Nicolas Stemann, Schauspiel Köln
- 2011: Warten auf Godot von Samuel Beckett, Regie: Thomas Dannemann, Schauspiel Köln
- 2011: Der Entkommene Aufstand von Schorsch Kamerun, Regie: Schorsch Kamerun, Schauspiel Köln
- 2011: Die Froschfotzenlederfabrik von Oliver Kluck, Regie: Anna Bergmann, Burgtheater Wien
- 2012: Wastwater von Simon Stephens, Regie: Dieter Giesing, Schauspiel Köln
- 2012: Ratgeber für den intelligenten Homosexuellen zu Kapitalismus und Sozialismus mit Schlüssel zur Heiligen Schrift von Toni Kushner, Regie: Thomas Dannemann, Schauspiel Stuttgart
- 2013: Peer Gynt von Henrik Ibsen, Regie: Thomas Dannemann, Staatstheater Hannover
- 2013: Was geschah, nachdem Nora ihren Mann verlassen hatte von Elfriede Jelinek, Regie: Melanie Mederlind, Folkteatern Göteborg
- 2013: Die Ratten von Gerhart Hauptmann, Regie: Yannis Houvardas, Residenztheater München
- 2014: Die Möwe von Anton Tschechow, Regie: Leander Haußmann, Thalia Theater Hamburg
- 2014: Rein Gold von Elfriede Jelinek, Regie: Nicolas Stemann, Staatsoper im Schillertheater Berlin
- 2014: John Gabriel Borkman von H. Ibsen, Regie: Karin Henkel, Deutsches Schauspielhaus Hamburg
- 2014: Peer Gynt nach H. Ibsen, Regie: Sigrid Strøm Reibo, Nationaloper Norwegen Oslo
- 2015: Der Floh im Ohr von Georges Feydeau, Regie: Thomas Dannemann, Staatstheater Hannover
- 2015: Fulle Folk von Iwan Wyrypajew, Regie: Sigrid Strøm Reibo, Det Norske Teatret, Oslo
- 2015: Der Kaufmann von Venedig von William Shakespeare, Regie: Nicolas Stemann, Münchner Kammerspiele
- 2015: Winterreise von Elfriede Jelinek, Regie: Melanie Mederlind, Stadsteatern Helsingborg
- 2016: Borgen nach der TV-Serie von Adam Price, entwickelt mit Jeppe Gjervig Gram und Tobias Lindholm, Regie: Nicolas Stemann, Schaubühne Berlin
- 2016: Wut von Elfriede Jelinek, Regie: Nicolas Stemann, Münchner Kammerspiele
- 2016: Nathan!? von Elfriede Jelinek, Regie: Nicolas Stemann, Théâtre de Vidy, Lausanne
- 2017: Der Kirschgarten von Anton Tschechow, Regie: Nicolas Stemann, Münchner Kammerspiele
- 2017: As you like it von William Shakespeare, Regie: Sigrid Strøm Reibo, National Theater Oslo
- 2017: Kein Licht (2011/2012/2017) von Elfriede Jelinek, Regie: Nicolas Stemann, Musik: Philippe Manoury, Ruhrtriennale/Opéra Comique, Paris
- 2018: Norma von Bellini, Regie: Sigrid Strøm Reibo, Den Norske Opera, Oslo
- 2018: Der Vater von August Strindberg, Regie: Nicolas Stemann, Münchner Kammerspiele
- 2018: Das Spiel vom Fragen von Peter Handke, Regie: Melanie Mederlind, National Theater Oslo
- 2019: Cardillac von Paul Hindemith, Regie: Guy Joosten, Opera Ballet Vlaanderen Antwerpen, Gent, Oviedo
- 2019: Meg NÆr von Arne Lygre, Regie: Sigrid Strøm Reibo, Uraufführung, National Theater Oslo
- 2019: Romeo & Julia von W. Shakespeare, Regie: Sigrid Strøm Reibo, Riksteatret, Oslo
- 2019: Schneewittchen Beauty Queen nach Gebrüder Grimm, Regie: Nicolas Stemann, Schauspielhaus, Zürich

## Auszeichnungen
- 1998: Preisträger Regiewettbewerb Wiener Festwochen mit Sechs Hässliche Töchter
- 2002: Theatertreffen mit Hamlet
- 2004: Theatertreffen mit Werk
- 2005: Nominierung Nestroy-Preis Beste Ausstattung für Babel
- 2007: Theatertreffen mit Ulrike Maria Stuart
- 2010: Theatertreffen mit Kontrakte des Kaufmanns
- 2011: Publikumspreis beim Theatertreffen NRW mit Rechnitz
- 2014: Theatertreffen mit John Gabriel Borkman
- 2015 Bühnenbildnerin des Jahres 2015 für „John Gabriel Borkman“
- 2017 Nominierung für den norwegischen Hedda Prisen. Beste Bühnen- und Kostümbild für „As you like it“.
- 2018 Beste Gesamtproduktion durch Norsk Shakespearetidsskrift mit Das Spiel vom Fragen